# Материјализам и хришћанство
Неки хришћански теолози прихватају холистичку комбинацију хришћанске теологије са неким идејама (онтолошким) материјализма, вјеровања да је материја фундаментална супстанција свијета и да менталне појаве резултују из материје.

## Историјска позадина
Током историје, хришћанско мишљење сукобљавало се са идејама тијела, свијета и духа, те међуодноса истих при спасењу сваке особе. Као што је кардинал Јозеф Рацингер (папа Бенедикт XVI) рекао у дјелу Шта значи бити хришћанин (2006): „Хришћанска теологија... током времена претворила је краљевство Бога у краљевство раја који је изнад овог смртног живота; доброст човјека постало је спасење душа, што опет превазилази овај живот, након смрти.”
Ова тенденција спиритуализације, како каже Рацингер, није порука Исуса Христоса. „За оно што је сублимно у овој поруци”, изјавио је, „јест прецизно да је Господар говорио не само о другом животу, не само о људским душама, него је доводио у питање и тијело, цијелог човјека, у утјеловљеној форми, што је укљученост у историју и друштво; да је обећао краљевство Бога човјеку који живи тјелесно са другим људима у овој историји.”
Хришћански материјализам је тема о којој се увелико дискутује као позицији у савременој аналитичкој филозофији религије, за коју се залажу личности као што је Петер ван Инваген и Трентон Мерикс.
Карол Војтива (папа Јован Павле II) у Теологији тијела наводи да је „Тијело, као само, у могућности да чини видљиво ... духовно и божанско.”
Кристофер Вест, при разматрању ријечи папе Јована Павла II, тврди:
Теологија тијела је јасан позив да Црква не постане више „спиритуална”, већ да постане више инкарнационална. То је позив да се дозволи да Ријеч Јеванђеља допре до тијела и костију.
Архиепископ Вилијам Темпл истакао је да је хришћанство „најотвореније материјалистичко од свих великих религија”.

### Одбацивање ’материјализма’
Према писању Константина Гутберлета у Католичкој енциклопедији (1911), материјализам је дефинисан као „филозофски систем који одбације материју као једину реалност на свијету…оповргава постојање Бога и душе”. Према овом гледишту, материјализам може да се схвати као некомпатибилан са свјетским религијама које приписују постојање нематеријалним објектима. Материјализам може да се надовеже на атеизам; према Лангеу (1892): „Дидро није увијек у Енциклопедији изражавао сопствено мишљење, него је тачно да колико и посвећеност коју још није остварио како и атеизам и материјализам.”
Мери Бејкер Еди (покрет Хришћанска наука) оповргава постојање материје на основу свесости Ума (који сматра синонимом за Бога).

### Хосемарија Ескрива и Опус деи
Највидљивија употреба термина налази се у списима Хосемарије Ескриве, шпанског католичког свеца из 20. века, који је рекао да све привремене стварности имају моћ посвећивања и да хришћани могу да пронађу Бога у најобичнијим материјалним стварима. Као такав, повезан је са римокатоличком прелатуром Опус деи коју је основао Ескрива. То је организација која учи да је свако позван на светост и да је обичан живот, чак и најматеријалнија дјелатност, пут ка светости.
Ескрива је критиковао оне који су „покушали да хришћански начин живота представе као нешто искључиво духовно, својствено чистим, изузетним људима, који остају подаље од презривих ствари овога свијета, или их у најбољем случају толеришу као нешто нужно везано за дух, док живимо на овој земљи. Када се ствари посматрају на овај начин, цркве постају амбијент пар екселенс хришћанског живота. А бити хришћанин значи ићи у цркву, учествовати у светим церемонијама, бавити се црквеним стварима, у некој врсти сегрегираног свијета, који се сматра претпростором раја, док обичан свијет слиједи свој посебан пут.”
Умјесто тога, он је потврдио „високу вриједност материјала”. Према његовим ријечима: „Аутентично хришћанство, које исповиједа васкрсење сваког тијела, увијек се сасвим логично супротстављало ’разинкарнацији’, без страха да ће бити оцијењено као материјалистичко. Стога с правом можемо говорити о хришћанском материјализму, који се храбро супротставља оним материјализмима који су слијепи за дух”. [курзив и нагласак додати]
Односећи се на теолошки симпозијум, Светост и свијет, гдје се проучавало учење Хосемарије Ескриве, Јован Павле II поменуо је једну од својих проповиједи:
Нема ништа што је ван бриге Христа. Говорећи са теолошким нагласком ... појединац не може рећи да су ствари — добре, племените или чак индиферентне — што је ексклузивно профано; за Ријеч Бога својим пребивалиштем је учинио синове људи, био је гладан и жедан, радио је својим рукама, знао за пријатељство и послушност, искусио патњу и смрт.
Повезано са овим цитатом, Јован Павле II рекао је да је Католичка црква данас „свјесна отслужења искупа што се тиче сваког аспекта људског постојања”, што је свјесност која је „припремљена постепеним интелектуалним и духовним развојем”. Он је такође изјавио да порука Ескриве, која је допринијела у овом смјеру, има коријене „из уникатног схватања озарене, универзалне силе Искупитељеве грационости”. Он је касније назвао Ексриву „једним од великих свједока хришћанства”.

## Повезаност са „материјалистичким вриједностима”
Термин „материјалистички” такође се користи пејоративно у смислу „економског” материјализма.
Роуан Вилијамс, у предавању за Велски центар за интернационална питања (енгл. Welsh Centre for International Affairs), тврди сљедеће:
[...]тако далеко од тога да смо материјалистичка култура, ми сми култура која се опире материјалистичкој стварности, гладна за било шта и све и свашта што удаљава нас од бивања физичким животињским предметом временског процеса, до неконтролисаних промјена и до праве несреће
Теологија просперитета је критицизирана као „материјалистичка” према гледишту Сајмона Колмана; и Кејт Боулер (2013) под утицајем је Нове мисли. Нова мисао, за Вилијама Џејмса, има коријене у идеализму а не материјалистичкој онтологији.

## Листа

### Хришћанство идијалектички материјализам
- Денис Тарнер, католички теолог и марксиста који је забиљежио да је хиломорфизам Томе Аквинског имао материјалистичке карактеристике[17] и залагао се за „јаку компатибилност” марксистичког материјализма и хришћанског теизма;[18] за разлику од многих савремених материјалиста, он користи ’материјализам’ да би се залагао за, не против, ресурекције и бесмртности тијела; сам је члан институције Опус деи
- Јао-цунг Ву (Сино-хришћанска теологија)
- Марксизам и религија#Комунизам и хришћанство
- Славој Жижек
- Теологија ослобођења, према тврдњи Јозефа Рацингера
- Хришћански комунизам

### Онтолошко-материјалистички хришћански филозофи који се залажу зафилозофски механизамилимеханичку филозофију
- Пјер Гасенди
- Томас Хобис

### Не-никејскиписци
- Џозеф Пристли (в. Енглески сепаратисти)
- Џозеф Смит, оснивач Покрета свеца посљедњег дана, има изјаву: „Нема такве ствари као што је нематеријална материја. Сав дух је материја, али је више фина или чиста, те може само да буде увиђена чишћим очима; Ми не можемо да је видимо; али када се наша тијела прочисте требало би да видимо да је све материја.”[19] Овај елемент духа вјерује се да је увијек постојао и да је савјечан са Богом.[20]
- Парли Прат је изјавио: „Бог, отац је материјал. Исус Христ је материјалан. Анђели су материјални. Духови су материјални. Људи су материјални ... Ништа што постоји нема а да није материјално.”[21]